# Malé du Nord
Malé du Nord est un atoll des Maldives où se trouve Malé, la capitale du pays, et l'aéroport international de Malé à son extrémité méridionale.
Ses habitants se répartissent sur 6 des 52 îles qui le composent. Les terres émergées représentent 9,4 km2 sur les 1 568,18 km2 de superficie totale de l'atoll, lagon inclus.

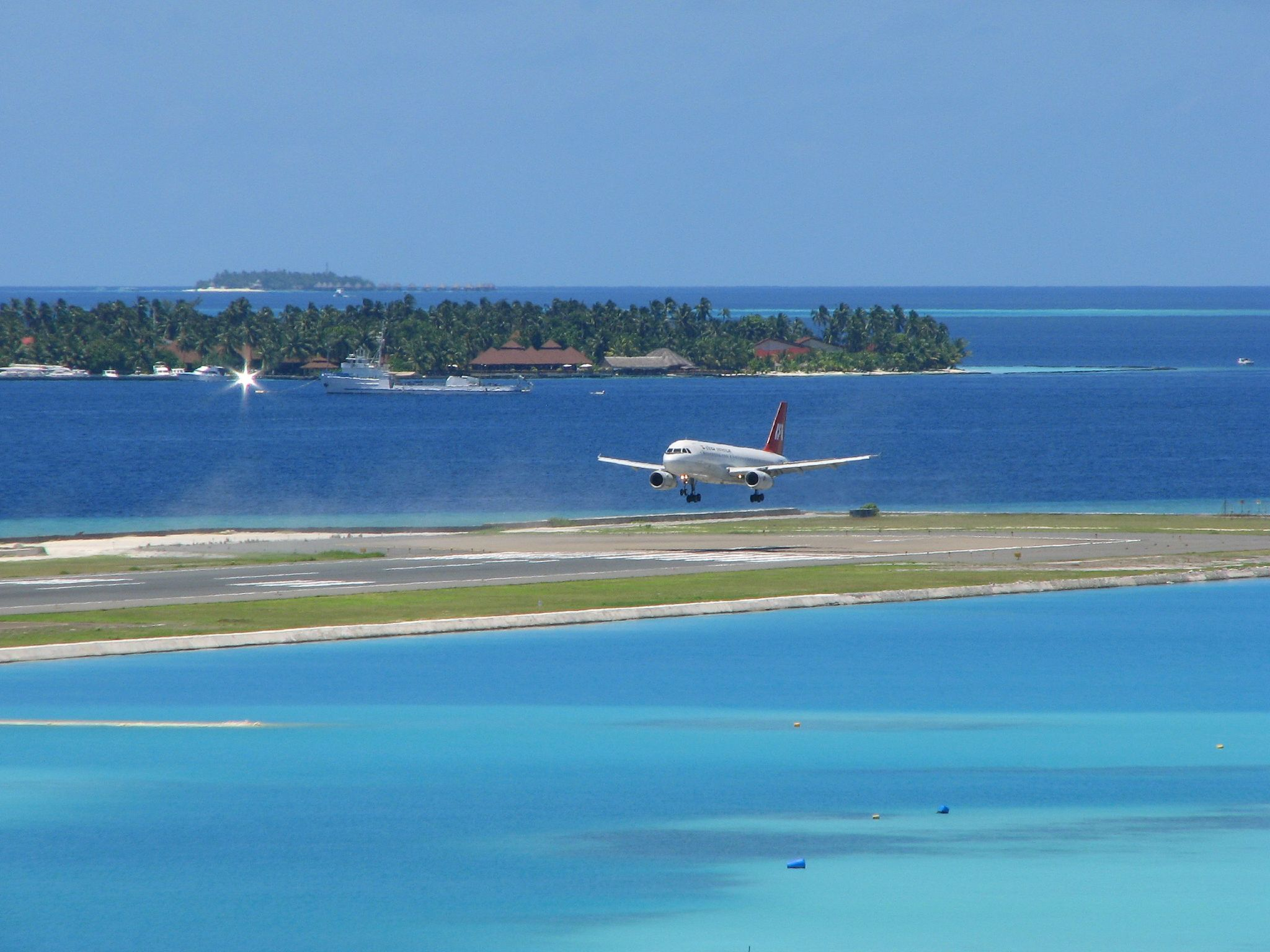
Airbus A320 d'Indian Airlines atterrissant à l'aéroport international de Malé.